# Монтемилето
Монтемилѐто (на италиански: Montemiletto; на неаполитански: Mundemelett, Мундъмелетъ) е градче и община в Южна Италия, провинция Авелино, регион Кампания. Разположено е на 614 m надморска височина. Населението на общината е 5464 души (към 2010 г.).